# Слобідка (Ніжинський район)
Слобі́дка — село в Україні, у Батуринській територіальній громаді Ніжинського району Чернігівської області. До 2020 орган місцевого самоврядування — Обмачівська сільська рада. Населення становить 125 осіб (станом на 2001 рік).

## Географія
Село Слобідка лежить за 17,8 км на північ від м. Бахмач, фізична відстань до Києва — 167,6 км.

## Історія
12 червня 2020 року, відповідно до розпорядження Кабінету Міністрів України № 730-р «Про визначення адміністративних центрів та затвердження територій територіальних громад Чернігівської області», увійшло до складу Батуринської міської громади.
19 липня 2020 року, в результаті адміністративно-територіальної реформи та ліквідації Бахмацького району, село увійшло до складу Ніжинського району Чернігівської області.

## Населення
Станом на 1989 рік у селі проживало 182 особи, серед них — 70 чоловіків і 112 жінок.
За даними перепису населення 2001 року у селі проживали 125 осіб. Рідною мовою назвали:
| Мова       | Кількість осіб | Відсоток |
| ---------- | -------------- | -------- |
| українська | 125            | 100,00%  |